# The Banner Saga 3
The Banner Saga 3 è un videogioco di ruolo tattico sviluppato da Stoic. È l'ultimo capitolo di una trilogia di giochi iniziata con The Banner Saga (2014) eThe Banner Saga 2 (2016). È stato pubblicato il 26 luglio 2018 per Microsoft Windows, macOS, PlayStation 4, Nintendo Switch e Xbox One.

## Modalità di gioco
The Banner Saga 3, come i precedenti due titoli, è un videogioco di ruolo tattico con combattimento a turni. I temi del gioco sono ispirati alla cultura vichinga.